# Ferdinand (Indiana)
Ferdinand és una població dels Estats Units a l'estat d'Indiana. Segons el cens del 2000 tenia 2.277 habitants.

## Demografia
Segons el cens del 2000, Ferdinand tenia 2.277 habitants, 808 habitatges, i 569 famílies. La densitat de població era de 392,5 habitants/km².
Dels 808 habitatges en un 35,3% hi vivien nens de menys de 18 anys, en un 60,9% hi vivien parelles casades, en un 7,7% dones solteres, i en un 29,5% no eren unitats familiars. En el 27,1% dels habitatges hi vivien persones soles el 14% de les quals corresponia a persones de 65 anys o més que vivien soles. El nombre mitjà de persones vivint en cada habitatge era de 2,51 i el nombre mitjà de persones que vivien en cada família era de 3,09.
Per edats la població es repartia de la següent manera: un 24,8% tenia menys de 18 anys, un 5,7% entre 18 i 24, un 28,6% entre 25 i 44, un 20,9% de 45 a 60 i un 20,1% 65 anys o més.
L'edat mediana era de 39 anys. Per cada 100 dones de 18 o més anys hi havia 74,3 homes.
La renda mediana per habitatge era de 41.326$ i la renda mediana per família de 52.065$. Els homes tenien una renda mediana de 34.205$ mentre que les dones 23.646$. La renda per capita de la població era de 18.335$. Entorn del 3,4% de les famílies i el 9,9% de la població estaven per davall del llindar de pobresa.

## Poblacions més properes
El següent diagrama mostra les poblacions més properes.